# Видави (Равицький повіт)
Видави (пол. Wydawy, нім. Außenfelde) — село в Польщі, у гміні Равич Равицького повіту Великопольського воєводства.
Населення — 369 осіб (2011).
У 1975-1998 роках село належало до Лешненського воєводства.

## Демографія
Демографічна структура станом на 31 березня 2011 року:
|          | Загалом | Допрацездатний вік | Працездатний вік | Постпрацездатний вік |
| -------- | ------- | ------------------ | ---------------- | -------------------- |
| Чоловіки | 179     | 46                 | 120              | 13                   |
| Жінки    | 190     | 45                 | 114              | 31                   |
| Разом    | 369     | 91                 | 234              | 44                   |